# Орден Барбадоса
Орден Барбадоса (англ. Order of Barbados) — государственная награда Барбадоса, учреждённая в 1980 году.

## История
Барбадос, будучи доминионом Соединённого королевства Великобритании и Северной Ирландии до 1980 года для поощрения своих граждан использовал британскую наградную систему. 27 июля 1980 года, по представлению генерал-губернатора Барбадоса сэра Дейтона Лайла Уорда королева Елизавета II своей грамотой учредила национальные награды Барбадоса, в числе которых орден Барбадоса.
Сувереном ордена является королева Барбадоса — Елизавета II. Награждение происходит от имени суверена по представлению генерал-губернатора.
Орден состоит из четырёх классов, по сути дела отдельных наград, каждый из которых имеет своё наименование и вручается за определённые заслуги:
- Рыцарь или Дама Святого Андрея — высший класс ордена, вручаемый за выдающийся и неоценимый вклад в служение Барбадосу или человечеству в целом; награждённые имеют право на обращение «сэр» или «дама», а также использование постноминальных литер KA или DA соответственно;
- Компаньон Почёта Барбадоса — вручается за выдающиеся национальные достижения и заслуги; награждённые имеют право на обращение «достопочтенный (-ая)», а также использование постноминальных литер CHB;
- Корона Заслуг – подразделяется на два подкласса: Золотая корона и Серебряная корона, вручается за заслуги или высокие достижения в науке, образовании, искусстве, литературе, спорте или любые другие деяния, достойные национального признания; награждённые имеют право на использование постноминальных литер GCM или SCM соответственно для Золотой короны или Серебряной короны;
- За службу — подразделяется на два подкласса: Звезда «За службу» и Медаль «За службу», вручается за безупречную службу в гражданских, пожарных, военных, полицейских, тюремных или других службах защиты или в любой подобной области или деятельности; награждённые имеют право на использование постноминальных литер BSS или BSM соответственно для Звезды или Медали.

В 53 годовщину обретения независимости Барбадоса, 15 августа 2019 года, по инициативе генерал-губернатора Барбадоса Сандры Мейсон, королева Елизавета II учредила орден Свободы, занявший в национальной наградной системе место после класса Рыцаря Святого Андрея ордена Барбадоса и перед классом Компаньона Почёта ордена Барбадоса.

## Описание

### Рыцарь (Дама) Святого Андрея
Знак ордена — золотая круглая медаль без бортика тёмно-синей эмали с андреевским крестом белой эмали. По горизонтали от центра медали золотые геральдические изображения двух Больших корифен. Медаль при помощи кольца и металлической планки крепится к шёлковой мауровой ленте тёмно-синего цвета с золотым подкладом, видимым при сложении ленты пополам, таким образом, чтобы медаль лежала на ленте.

### Компоньон Почёта Барбадоса
Знак ордена — четырёхконечная золотая звезда положенная в андреевский крест, лучи которой формируются парными двугранными заострёнными лучиками, с штралами между лучей в виде короткого двугранного заострённого лучика. В центре звезды круглый медальон белой эмали с каймой синей эмали. В медальоне золотое рельефное изображение государственного герба Барбадоса. На кайме надпись: вверху — «COMPANION OF HONOUR», внизу — «BARBADOS». Знак ордена при помощи кольца и металлической планки крепится к шёлковой мауровой ленте тёмно-синего цвета с золотым подкладом, видимым при сложении ленты пополам, таким образом, чтобы знак лежал на ленте.

### Корона заслуг
Знак ордена — золотая круглая медаль с бортиком тёмно-синей эмали. В центре медали накладное изображение британской короны, в зависимости от класса позолоченное или серебряное. Медаль при помощи кольца и металлической планки крепится к шёлковой мауровой ленте тёмно-синего цвета с золотым подкладом, видимым при сложении ленты пополам, таким образом, чтобы медаль лежала на ленте.

### За службу

#### Звезда «За службу»
Знак ордена — золотая восьмилучевая роза ветров, в центре которой круглый медальон с изображением цветка местного растения цезальпинии прекраснейшей красной эмали. Знак ордена при помощи кольца и металлической планки крепится к шёлковой мауровой ленте тёмно-синего цвета с золотым подкладом, видимым при сложении ленты пополам, таким образом, чтобы знак лежал на ленте.

#### Медаль «За службу»
Золотая круглая медаль с изображением цветка местного растения цезальпинии прекраснейшей красной эмали поверх золотых лучей, исходящих из центра медали. Медаль при помощи кольца и металлической планки крепится к шёлковой мауровой ленте тёмно-синего цвета с золотым подкладом, видимым при сложении ленты пополам, таким образом, чтобы медаль лежала на ленте.